# Bruno Lippmann
Bruno Lippmann (* 3. April 1896 in Lichtenstein/Sa.; † 10. Mai 1978 in Oelsnitz/Erzgeb.) war ein deutscher Lehrer, Ortschronist und Heimatforscher.

## Leben
Bruno Lippmann wurde 1896 als Sohn von Robert Lippmann, der die Lichtensteiner Konsumgenossenschaft mitgründete, in ärmlichen Verhältnissen geboren. Bereits als Kind musste Bruno durch Heimarbeit zum Lebensunterhalt seiner Familie beitragen helfen. In der Volks- und Bürgerschule zeigte er sehr gute Leistungen und galt als wissbegierig und lesehungrig. Nach seinem Achtklassen-Schulabschluss ging er in Gersdorf bei einem Hufschmied zur Lehre und wurde Grubenschlosser im Oelsnitzer Steinkohlenrevier. Im August 1914 wurde bei Ausbruch des Ersten Weltkrieges zum Wehrdienst einberufen. 1918 kehrte er aus dem Krieg zurück und wurde 1919 Strumpfwirker in der Firma G. A. Bahner. Bereits zu dieser Zeit sammelte er alle Fakten zur Ortsgeschichte.
Nach dem Zweiten Weltkrieg trat er in die SED ein und wurde 1948 Berufsschullehrer in Lichtenstein. Diesen Beruf übte er bis 1963 aus, dann ging er in Rente und widmete sich seinem Hauptwerk, der Erstellung der „Geschichte der Stadt Lichtenstein“. Zahlreiche seiner heimatgeschichtlichen Aufsätze erschienen seit dem ersten Jahrgang der Regionalzeitschrift Der Heimatfreund für das Erzgebirge, in den Kultur und Heimat- und Natur-und-Heimat-Heften sowie in der Tagespresse.
Im Kulturbund der DDR war er aktiv als Stadt- und Schlossführer tätig und förderte den Nachwuchs.
1975 zog er zu seiner Tochter in das nur wenige Kilometer entfernte Oelsnitz, wo er 1978 starb.

## Werke (Auswahl)
- Denkmäler als kulturgeschichtliche Zeugen Lichtensteins. In: Kultur und Heimat, 1956, S. 163–165
- Die Ratsfronfeste in Lichtenstein. In: Der Heimatfreund für das Erzgebirge, 1, 1956, Nr. 1.
- Die Ausgrabungen an der Burg Lichtenstein. In: Natur und Heimat, 8, 1959, 1, S. 28–30
- Die Zerstörung der Burg Lichtenstein im Jahre 1357. In: Der Heimatfreund für das Erzgebirge, 7, 1962, Nr. 6.
- Die Lichtensteiner Stadtpfeifer. In: Kultur und Heimat, 1963.
- Geschichte der Stadt Lichtenstein, 1966
- Von Scharfrichtern, Henkern und Folterungen in Lichtenstein. Eine Plauderei über das schönburgische Gerichtswesen früherer Zeiten. In: Der Heimatfreund für das Erzgebirge, 11, 1966, Nr. 11, S. 248–3. Umschlagseite.
- Episoden des Klassenkampfes – Über die Ausbeutung der Textil- und Heimarbeiter im Kapitalismus. In: Der Heimatfreund für das Erzgebirge, 16, 1971, Nr. 11.

## Ehrungen
- Medaille für ausgezeichnete Leistungen (zweimal)
- Pestalozzi-Medaille für treue Dienste
- NAW-Aufbaunadel (siebenmal)